# Janna Meyen-Weatherby
Janna Meyen-Weatherby (1977) es una deportista estadounidense que compitió en snowboard, especialista en la prueba de slopestyle. Consiguió seis medallas en los X Games de Invierno.

## Medallero internacional
| \| X Games de Invierno \| X Games de Invierno \| X Games de Invierno \| X Games de Invierno \| \| Año \| Lugar \| Medalla \| Prueba \| \| ------------------- \| ---------------------- \| ------------------- \| ------------------- \| \| 2002 \| Aspen (Estados Unidos) \| Medalla de plata \| Slopestyle \| \| 2003 \| Aspen (Estados Unidos) \| Medalla de oro \| Slopestyle \| \| 2004 \| Aspen (Estados Unidos) \| Medalla de oro \| Slopestyle \| \| 2005 \| Aspen (Estados Unidos) \| Medalla de oro \| Slopestyle \| \| 2006 \| Aspen (Estados Unidos) \| Medalla de oro \| Slopestyle \| \| 2010 \| Aspen (Estados Unidos) \| Medalla de bronce \| Slopestyle \| |                        |                   |            |
| X Games de Invierno |                        |                   |            |
| Año | Lugar                  | Medalla           | Prueba     |
| 2002 | Aspen (Estados Unidos) | Medalla de plata  | Slopestyle |
| 2003 | Aspen (Estados Unidos) | Medalla de oro    | Slopestyle |
| 2004 | Aspen (Estados Unidos) | Medalla de oro    | Slopestyle |
| 2005 | Aspen (Estados Unidos) | Medalla de oro    | Slopestyle |
| 2006 | Aspen (Estados Unidos) | Medalla de oro    | Slopestyle |
| 2010 | Aspen (Estados Unidos) | Medalla de bronce | Slopestyle |